# Özünlə apar
"Özünlə apar" é uma canção do cantor azeri Fahree, com participação especial de Ilkin Dovlatov, que irá representar o Azerbaijão no Festival Eurovisão da Canção 2024, após serem escolhidos internamente. Esta é a primeira canção a representar o Azerbaijão no Festival Eurovisão da Canção, com trechos em azeri.

A canção atuou na 1ª semifinal, mas não foi apurada para a final.